# 棋盘山镇
棋盘山镇是中华人民共和国河北省承德市围场满族蒙古族自治县下辖的一个行政建制镇。

## 行政区划
棋盘山镇下辖以下地区：
棋盘山村、二十九号村、甘沟门村、甘六号村、小下村、小上村、金水泉村、十八号村、回汉村、十五号村、九号村、沙里把村、富城子村、罗字六号村和罗字十号村。